# Shawnee Park

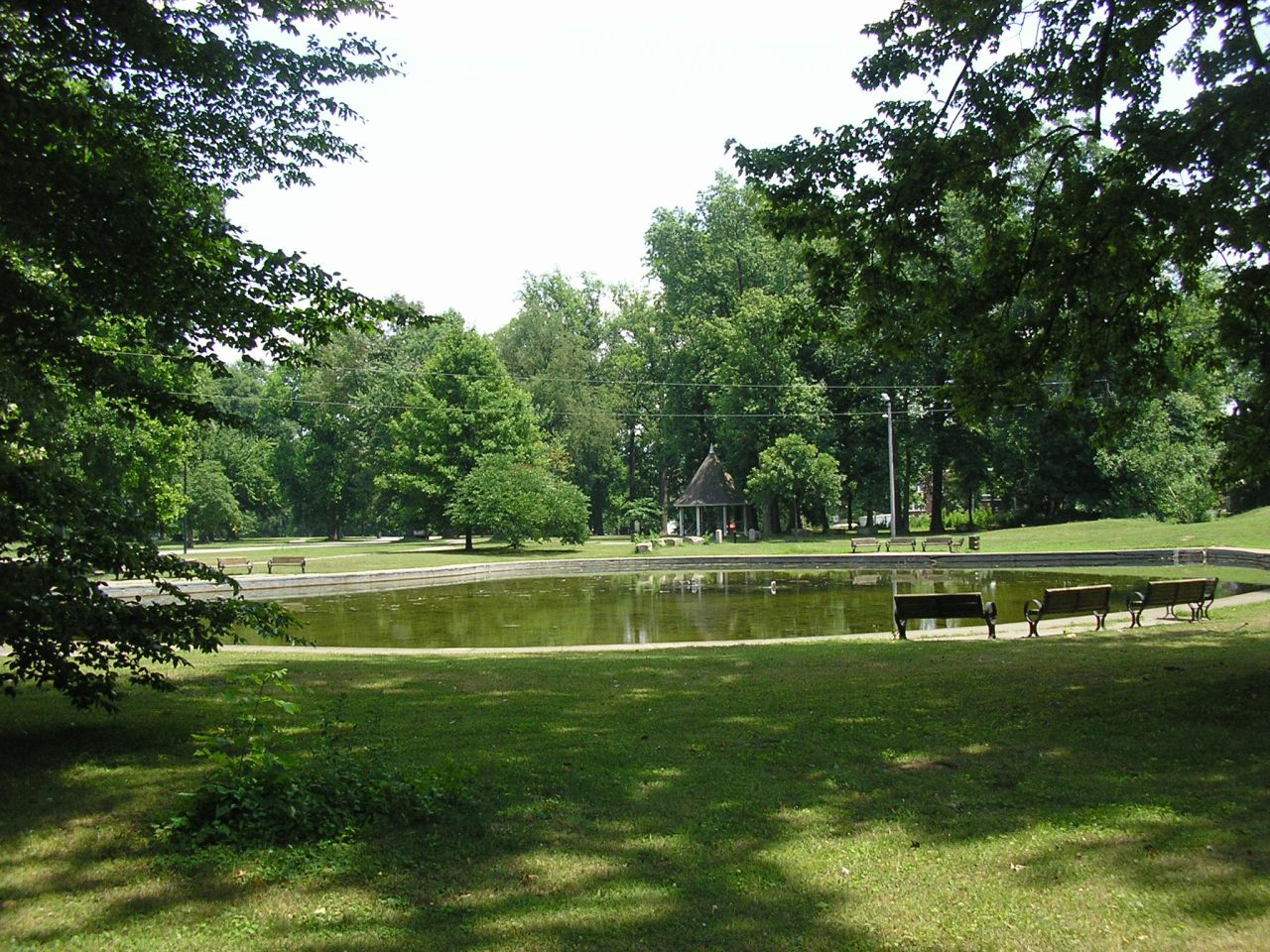
Étang et kiosque dans le Shawnee Park

Le Shawnee Park est un parc municipal de la ville de Louisville.  Il fut dessiné par l'architecte Frederick Law Olmsted qui réalisa le célèbre Central Park de New York tout comme 17 autres parcs à Louisville. 

## Description

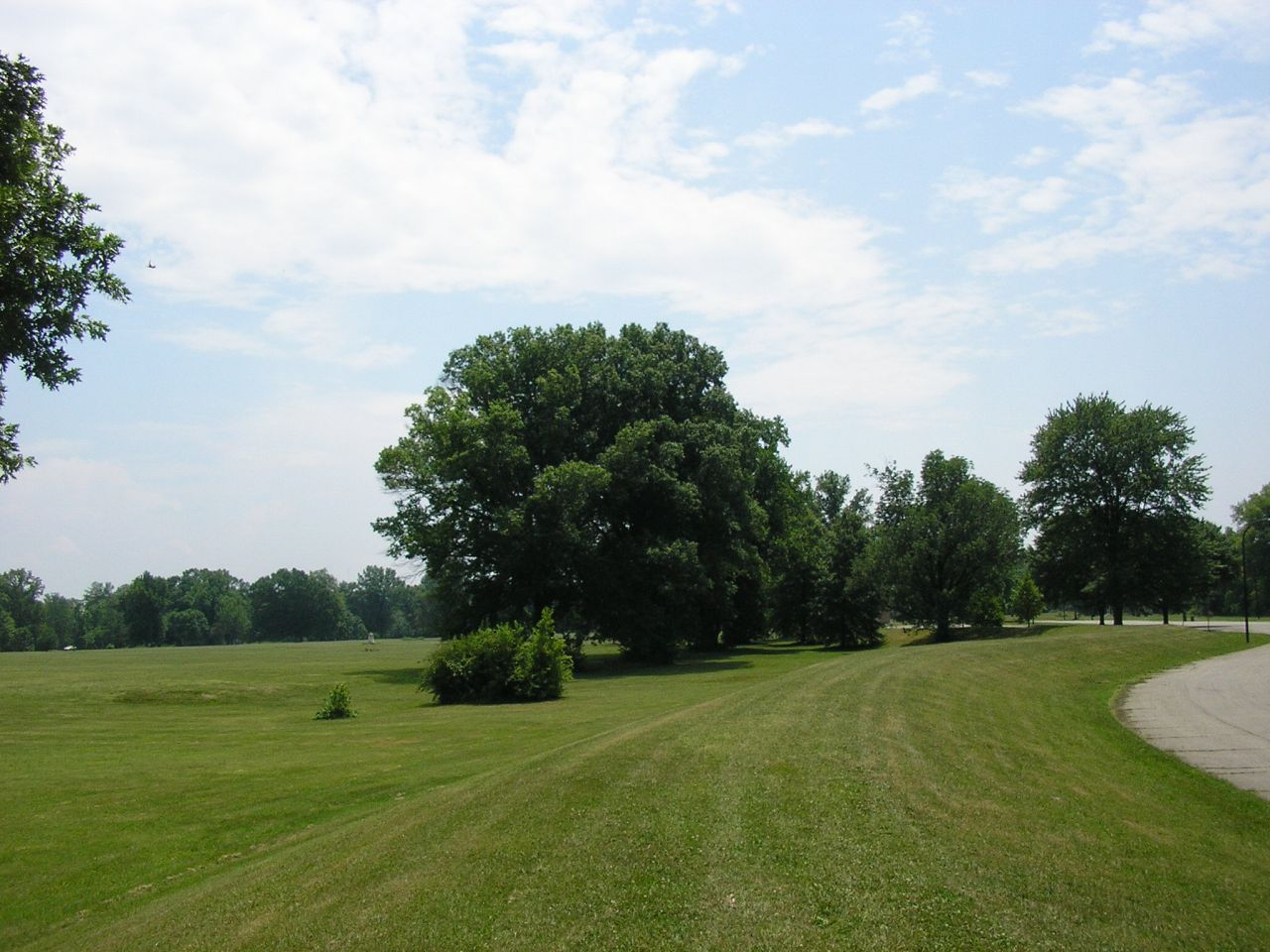
Shawnee park

Bien qu'un peu oublié à la suite de l'apparition du Louisville Waterfront Park, le Shawnee Park dispose d'une très large pelouse très appréciée lors des pique-niques. La pelouse est entourée des plantations d'arbres et de plantes. Au milieu de la pelouse se trouve un étang décoratif.
Le parc est traversé par le sentier de randonnées Riverwalk Trail qui longe la rivière Ohio.  De nombreuses activités sportives attirent les habitants de la ville et un parcours de golf en 18 trous est localisé à proximité.
En 2020, une rampe de mise à l'eau de bateaux dans l'Ohio est en projet.

## Histoire
De 1924 à 1954, l'accès du parc était réservé aux personnes blanches par la loi ségrégationniste.